# Cetatea
Cetatea (antiguamente Hazarlîc) es una localidad rumana de la comuna de Dobromir, en el condado de Constanța.

## Toponimia
El antiguo nombre del lugar puede encontrarse escrito con grafías como Hazarlîc y Asarlâc. Pasó a llamarse Cetatea.

## Historia
Hacia comienzos del siglo XX, la localidad, que ya por entonces pertenecía al condado de Constanța, formaba parte de la comuna de homónima de Hazarlîc, de la cual era capital, y tenía contabilizada una población de 353 habitantes, en su mayor parte búlgaros.
En la segunda mitad del siglo XX la localidad había pasado a formar parte de la comuna de Dobromir. En el censo de 2021 la localidad tenía una población de 226 habitantes.